# Société nationale des chemins de fer algériens
La Société nationale des chemins de fer algériens era un'impresa ferroviaria pubblica dell'Algeria costituita in luogo della Société nationale des chemins de fer français en Algérie nel 1963. Nel 1976 fu sostituita dalla Société nationale des transports ferroviaires (SNTF).

## Storia
La società nacque in conseguenza della dichiarazione d'indipendenza dalla Francia. Il 5 dicembre 1962 si riuniva l'assemblea generale straordinaria degli azionisti della Société nationale des chemins de fer français en Algérie allo scopo di studiare le modifiche degli statuti necessarie per operare nell'ambito della nuova situazione istituzionale e politica; veniva anche studiato il cambio della ragione sociale, sopprimendo il riferimento "francese", in   Société nationale des chemins de fer algériens  (SNCFA).
Le modifiche entrarono in vigore dopo la ratifica del nuovo governo algerino mediante il decreto n. 63-183 del 16 maggio 1963. La SNCFA mantenne lo statuto di società anonima e la sua sede fu stabilita in Algeri al n. 21-23 del boulevard Mohamed V. Il capitale sociale fu costituito nella cifra di 5 milioni di  nuovi franchi costituito in azioni del valore unitario 100 franchi. Lo stato algerino era azionista maggioritario con una quota di 25 500 azioni.
Il 25 marzo 1976 mediante l'ordinanza dello stato algerino n. 76-28 la SNCFA fu divisa in 3 organismi distinti: la Société nationale des transports ferroviaires (SNTF), la Société nationale chargée du renouvellement et de l'extension du réseau (SNERIF) e la Société d'engineering et de réalisation d'infrastructures ferroviaires (SIF). La SNERIF e la SIF vennero in seguito sciolte e reimmesse nella SNTF trasformata in  impresa pubblica a carattere industriale e commerciale (Epic) nel dicembre 1990.